# Aybert-Thomas Rapaert de Grass
Aybert Ghislain Thomas Rapaert de Grass (Brugge, 21 december 1763 - 8 juli 1848) was een Zuid-Nederlands edelman en Brugs stadsbestuurder.

## Geschiedenis
Rapaert stamde uit een oude familie die zijn eerste adelserkenning ontving in 1669.
De vroegste en belangrijkste illustratie van de familie was al vroeger actief geweest. Het ging om François Rapaert (1510-1587), arts in Brugge.

## Levensloop
Aybert Rapaert was een zoon van Joseph Rapaert en Mathée du Bois. Hij trouwde in 1798 met Colette de Grass (1764-1849). Zij was de laatste van haar geslacht en in 1825 kreeg Aybert vergunning om voortaan 'Rapaert de Grass' als familienaam aan te nemen. Ze kregen drie kinderen, onder wie Gustave Rapaert de Grass (1805-1875), die voor nageslacht zorgde.
In 1816, ten tijde van het Verenigd Koninkrijk der Nederlanden, werd Aybert erkend in de erfelijke adel en benoemd in de Ridderschap van de provincie West-Vlaanderen. Hij is de stamvader van alle naamdragers, tot heden.
Hij werd schepen van Brugge en lid van de Provinciale Staten van West-Vlaanderen. Hij behoorde tot de nieuwe leden die in 1819 de Edele Confrérie van het Heilig Bloed deden heropleven.
Hij had een zomerverblijf in Hertsberge, de gemeente waarvan verschillende van zijn afstammelingen burgemeester werden. Hij bleef ook eigenaar van het voormalige leengoed Ten Poele in Sint-Pieters-op-de-Dijk dat toebehoorde aan de familie de Grass en langs zijn vrouw aan Rapaert de Grass ten goede kwam. Het bleef eigendom en werd bewoond door familieleden Rapaert de Grass tot op het einde van de twintigste eeuw.

## Nageslacht
- Gustave Rapaert de Grass (1805-1875), was lid van de provincieraad van West-Vlaanderen. Hij trouwde in Ieper in 1845 met Alix Fougeroux de Champigneulles (1824-1880). Ze kregen zes kinderen.
  - Alberic Rapaert de Grass (1846-1918), uitgedoofde tak.
  - Frederic Rapaert de Grass (1850-1911), trouwde met Emma Kerrebrouck (1859-1920), van wie nakomelingen.
  - Ernest Rapaert de Grass (1852-1913), trouwde met Euphémie Lancelot (1864-1941), van wie nakomelingen.
  - Robert Rapaert de Grass (1857-1930), trouwde in 1883 met Clémence van Outryve d'Ydewalle (1860-1923).
    - Eugène Rapaert de Grass (1884-1937), trouwde in 1909 met Madeleine Coppieters (1889-1964).
      - Roland Rapaert de Grass (1911-1965), trouwde in 1942 met Marie-Solange Le Fevere de Ten Hove (1917-2012), van wie nakomelingen. Hij bewoonde het kasteel Ten Poele op Sint-Pieters-Brugge.

    - Pierre Rapaert de Grass (1888-1956), trouwde in 1909 met Marie-Louise Coppieters (1888-1968). Hij was burgemeester van Hertsberge.
      - Aybert Rapaert de Grass (1911-2000), trouwde in 1937 met Isabelle Le Fevere de Ten Hove (1913-1998). Hij was de laatste burgemeester van Herstberge. Het echtpaar bleef kinderloos.
      - Jacques Rapaert de Grass (1913-1964), was arts en burgemeester van Hertsberge. Hij bleef ongehuwd.